# Many Happy Returns
『Many Happy Returns』（メニー・ハッピー・リターンズ）はChageのアルバム。2009年3月25日に発売された。

## 解説
キャッチコピーは『「アイシテル」の次は「アイサレテル」が合い言葉でした』。本作からアーティスト表記が｢Chage｣に変わっている。
これまでに発表した楽曲のセルフカバーや、カバー曲、書き下ろしの新曲をゲスト・ミュージシャンとコラボレーションして収録している。
初回限定盤にはインタビューが収録されたDVD付となっている。

## 収録曲
| #         | タイトル                                                                                          | 作詞               | 作曲      | 編曲      | 時間  |
| --------- | ------------------------------------------------------------------------------------------------- | ------------------ | --------- | --------- | ----- |
| 1.        | 「Many Happy Returns」(with ザ・ブーメランズ（Chage、ウクレレえいじ&そこら辺にいた愉快な仲間達）) | 青木せい子、澤地隆 | Chage     | 吉川忠英  | 4:24  |
| 2.        | 「飾りじゃないのよ涙は」(with 松浦亜弥、佐田大陸)                                                 | 井上陽水           | 井上陽水  | 渡辺等    | 4:49  |
| 3.        | 「遠くで汽笛を聞きながら」(with 谷村新司)                                                         | 谷村新司           | 堀内孝雄  | 吉川忠英  | 3:55  |
| 4.        | 「嘘」(with 手嶌葵)                                                                               | 松井五郎           | Chage     | 吉川忠英  | 3:54  |
| 5.        | 「今夜だけきっと」(with 根本要（STARDUST REVUE）)                                                 | 根本要、手島昭     | 根本要    | 吉川忠英  | 4:30  |
| 6.        | 「夢のほとり」                                                                                    | Chage              | 吉川忠英  | 渡辺等    | 4:11  |
| 7.        | 「僕はどうかな」(with 夏川りみ)                                                                   | 澤地隆             | 渡辺等    | 吉川忠英  | 4:54  |
| 8.        | 「トウキョータワー」(with スガシカオ)                                                             | Chage              | Chage     | 吉川忠英  | 5:06  |
| 9.        | 「レノンのミスキャスト」(with キマグレン)                                                         | 澤地隆             | Chage     | 吉川忠英  | 4:55  |
| 10.       | 「Hello Goodby」(with 村上啓介（MULTI MAX）)                                                      | 松井五郎           | 村上啓介  | 渡辺等    | 4:06  |
| 11.       | 「告白」(with 加藤いづみ)                                                                         | 青木せい子         | Chage     | 吉川忠英  | 5:59  |
| 12.       | 「他愛もない僕の唄だけど」                                                                        | 上隅信雄           | 上隅信雄  | 吉川忠英  | 3:57  |
| 13.       | 「終章（エピローグ）」(with 服部隆之 / ストリングス、カルテット、アレンジメント：服部隆之)        | Chage、田北憲次    | Chage     | 吉川忠英  | 4:41  |
| 14.       | 「ふたりの愛ランド2009」(with 石川優子)                                                           | Chgae、松井五郎    | Chage     | 吉川忠英  | 4:47  |
| 合計時間: | 合計時間:                                                                                         | 合計時間:          | 合計時間: | 合計時間: | 64:08 |

| #  | タイトル                                   | 作詞 | 作曲・編曲 |
| -- | ------------------------------------------ | ---- | ---------- |
| 1. | 「Many Happy Returns -SPECIAL INTERVIEW-」 |      |            |

## 楽曲解説
1. Many Happy Returns with ザ・ブーメランズ（Chage、ウクレレえいじ＆そこら辺にいた愉快な仲間達）
本作のために書き下ろされた新曲であり、タイトル曲にもなっている。
2. 飾りじゃないのよ涙は with 松浦亜弥・佐田大陸
1984年に中森明菜が発表した楽曲のカバー。
3. 遠くで汽笛を聞きながら with 谷村新司
1976年にアリスが発表した楽曲のカバー。
4. 嘘 with 手嶌葵
1981年にチャゲ&飛鳥で発表した楽曲のセルフカバー。
5. 今夜だけきっと with 根本要（STARDUST REVUE）
1986年にSTARDUST REVUEが発表した楽曲のカバー。
6. 夢のほとり
新曲。
7. 僕はどうかな with 夏川りみ
新曲。
8. トウキョータワー with スガシカオ
1998年にCHAGEが発表したシングル曲のセルフカバー。
9. レノンのミスキャスト with キマグレン
1988年にCHAGE&ASKAで発表した楽曲のセルフカバー。
10. Hello Goodby with 村上啓介（MULTI MAX）
新曲。
11. 告白 with 加藤いづみ
1991年にCHAGE&ASKAで発表した楽曲のセルフカバー。
12. 他愛もない僕の唄だけど
1977年に児雷也が発表した楽曲のカバー。
13. 終章（エピローグ） with 服部隆之
1980年にチャゲ&飛鳥で発表した楽曲のセルフカバー。
14. ふたりの愛ランド2009 with 石川優子
1984年に｢石川優子とチャゲ｣名義で発表した楽曲｢ふたりの愛ランド｣のセルフカバー。

### DVD（初回限定盤）
- Many Happy Returns -SPECIAL INTERVIEW-

## ミュージシャン
- 吉川忠英：アコースティック・ギター、12弦ギター、ガットギター、ドブロ・ギター、バリトン・ギター、フラットマンドリン、マンドラ、ウクレレ、口笛、クラップ、バッキングヴォーカル、Boss of Session
- 渡辺等：ウッドベース、チェロ、マンドチェロ、ウード、ブズーキ、フラットマンドリン、タヒチアンウクレレ、プサルタリー、クラップ、バッキングヴォーカル
- 根本久子：パーカッション、クラップ、バッキングヴォーカル
- 中川慎一（京都市交響楽団）：フレンチホルン（M-11）
- 山里剛：オートハープ、ピアニカ、クラップ
- ストリングス・カルテット
  - ヴァイオリン：金原千恵子、栄田嘉彦
  - ヴィオラ：井野邉大輔
  - チェロ：堀沢真己
  - 指揮：服部隆之
- ザ・ブーメランズ for M-1（Chage、ウクレレえいじ&そこら辺にいた愉快な仲間達）